# Citou
Citou (okzitanisch Sitor) ist eine französische Gemeinde mit 99 Einwohnern (Stand 1. Januar 2022) im Département Aude in der Region Okzitanien. Sie gehört zum Arrondissement Carcassonne und zum Kanton Le Haut-Minervois.

## Nachbargemeinden
Nachbargemeinden von Citou sind Cassagnoles im Osten, Félines-Minervois im Südosten, Caunes-Minervois im Süden und Lespinassière im Nordwesten.

## Bevölkerungsentwicklung
| Jahr      | 1962 | 1968 | 1975 | 1982 | 1990 | 1999 | 2013 |
| Einwohner | 144  | 137  | 120  | 110  | 90   | 96   | 78   |

## Sehenswürdigkeiten
- Burgruine Citou
- Kapelle Saint-Jean

## Persönlichkeit
Ab 1912 war der Abgeordnete Henri Gout (1876–1953) Bürgermeister des Ortes.